# 神田川俊郎
神田川 俊郎（かんだがわ としろう、本名・大竹 俊郎（おおたけ としろう）、1939年〈昭和14年〉11月15日 - 2021年〈令和3年〉4月25日）は、日本の日本料理人、料理研究家、実業家。京都府京都市出身で、生前は｢神田川本店｣店主、全日本調理師協会名誉会長を務めていた。

## 人物
祖父が東京と京都に開いた鰻店の屋号「神田川」から通称名を定めた。素材やジャンルに囚われない考え、「料理で人に喜んでもらうこと」を一番の喜びに、テレビ出演、食商品の監修、イメージキャラクター、食の講師、ディナーショー、講演会、料理本の監修、レシピの提供など広く活躍した。
「エバラ食品」、「伯方の塩」、青森県中村醸造酒造の「昆布醤油」、「超旨い大吉豚まん」、株式会社芙蓉の「うどんあげ」などのイメージキャラクターや監修などを務め、アンドモワ株式会社の居酒屋チェーンなどでメニューを監修した。日本各地の旅館やホテルで講演会やディナーショーを開催し、「四季の歌」「河内男節」を「お料理四季の歌」「神田川男節」など料理人に替えて歌い、「花に水、人に愛、料理は心」「○○も、ちょっとの工夫でこの美味さ」を決まり文句として愛用した。
多くのマスメディアに出演し、三波伸介が司会する「笑点」の料理コーナー、「2時のワイドショー」と「Beアップル2時!」で「神田川料理道場」師範役のほか、「料理の鉄人」に「神田川軍団」として弟子らと出演して陳建一や道場六三郎らの鉄人と名勝負を繰り広げるなどで人気を博した。石川県輪島市に在るホテル高州園（現：ホテルこうしゅうえん）のローカルCMにも出演していたことがある。
店内で米の炊き方コンテストなどを主催して料理の腕前を競わせるなど後進の教育に熱心で、自身も若年時に受けた厳しい指導が後年に役立ったことから「仕事の遅い者に対しては、容赦なく蹴りを入れる」と公言している。2012年から国内各地の高等学校調理科コースで名誉顧問を兼任し、調理師の育成に貢献した。
柔道を嗜む。好角家として知られ、大相撲春場所はほぼ毎回通い、2008年春場所中の3月に朝青龍と記念撮影したこともある。錦鯉や熱帯魚など観賞魚の飼育や鑑賞も趣味とし、観賞魚専門誌で紹介されたこともある。
野村克也は南海ホークスに在籍時から親しく交際し、北野武は「神田川のオヤジ」と親しんだ。

## 来歴
京都市立近衛中学校を卒業し、高校は進学せずに大阪の「洗心亭」と「なだ万」で修業を経て、創作おでんの店で独立し、1965年に大阪府大阪市北区に和食料理屋「神田川」を開店した。
28歳で結婚して3人の子を儲け、後に熟年離婚した。
2021年4月16日、自宅の風呂場で倒れて大阪市内の病院に救急搬送されたところ、新型コロナウイルスの感染が判明し入院。入院から2日ほどは家族と会話ができていたが、その後酸素濃度が低下したため、ECMOでの治療を受けていた。亡くなる2日ほど前には酸素濃度が正常に戻りECMOも外されたが、その後に容態が急変し、もともと心臓の持病を持っていたこともあり、同月25日4時34分、新型コロナウイルスによる肺炎で死去した。81歳没。次女によれば、新型コロナウイルス感染防止の観点から遺族は最期の顔を見ることもできず火葬され、その後に家族葬を執り行ったという。死去から約半年後の同年11月3日にリーガロイヤルホテルで告別式の意味を兼ねた「お別れの会」が執り行われた。

## 店舗
北新地に、日本料理屋・割烹『新日本料理 神田川本店』、フランス懐石『和ふらんす懐石 神田川』、『天ぷら懐石 味神田川』、『おでん懐石 雪月花 神田川』の4店舗がある。

## 著書
- 『酒の肴 : 料理道場入門』保育社〈カラーブックス ; 535〉、1981年6月5日。NDLJP:12100214。
- 家庭でできる日本料理 (決定版) ISBN 978-4255950341
- 人生くよくよしたらあかん 花に水 人には愛 料理は心  ISBN 978-4087811728